# Tsukahara-Kenjirō-Literaturpreis
Der Tsukahara-Kenjirō-Literaturpreis (jap. 塚原健二郎文学賞, Tsukahara Kenjirō Bungakushō) war ein Literaturpreis, der im Gedenken an den Schriftsteller Kenjirō Tsukahara und zur Förderung der Kinder- und Jugendliteratur alljährlich von 1978 bis 1991 vergeben wurde. Der Preis wurde zunächst vom Tsukahara-Kenjirō-Förderverein für Jugendliteratur unter der Leitung des Schriftstellers Miyaguchi Shizue, dann von 1989 an vom Kyōdo Verlag (郷土出版社, Kyōdo Shuppansha, etwa: „Heimatverlag in Nagano“) vergeben. Die Preisvergabe wurde mit der 14. Verleihung am 8. März 1991 eingestellt.

## Liste der Preisträger
- 1978
  - Wada Noboru für Kanashimi no Toride (悲しみの砦)
  - Miyashita Kazuo für Yu kaburi jinta (湯かぶり仁太)[1]
- 1979
  - als Förderpreis: Tsukada Masakimi für Bi to ai no tatakai (美と愛のたたかい)
  - als Förderpreis: Katsuno Motoku für Hotaru to bitate (ホタルとびたて)
- 1980
  - Obinata Hiroshi für Ningen tanjō (人間誕生) (Gedichtsammlung)
- 1981
  - Förderpreis：Shigeko Kusunoki für Kompeitō no yuki (こんぺいとうの雪)
- 1982
  - Hama Mitsuo für Renge no kisetsu (レンゲの季節)
  - als Förderpreis: Toda Kazuko für Oretachi wampaku kurasu (おれたちわんぱくクラス)
- 1983
  - Ozawa Satoshi  für Kuroshio monogatari (黒潮物語)
  - Miyajima Masako für Sayonara deme ushi deme jāji (さよならでめ牛デメジャージー)
- 1984
  - Terashima Shunji für Rusuban koorogi (るすばんこおろぎ)
- 1985
  - Ōtsubo Kazuko für Sūbon no fue (スウボンの笛)
- 1986
  - Asakawa Kayoko für Kiso no bāchan kishu (木曽のばあちゃん騎手)
  - Hanyūda Satoshi für Ama wa koishi ni natta (天は小石になった)
- 1987
  - Ushimaru Hitoshi für Fūkei (風景)
- 1988
  - Takada Mitsunari für Hachibuseyama no minwa (鉢伏山の民話)
  - Haba Fusako für Biruma no suna (ビルマの砂)
- 1989
  - Kitahara Yukio für Chie no takara mono (チエのたからもの)
  - Takahashi Chūji für Rinroron (りんろろん) (Gedichtsammlung)
- 1991
  - als Förderpreis: Kitazawa Akitoshi für Asa ni fuku kaze (朝に吹く風)
  - als Förderpreis: Nakatsuka Yoko für Obāchan no komoriuta (おばあちゃんの子守歌)